# 戀愛是幻想中的妄烈少女！
《戀愛是幻想中的妄烈少女！》是Chelseasoft在2016年12月22日發售的戀愛冒險類型成人遊戲。

## 故事簡介
因為父母的關係轉學到美丘學園的九條蓮，在轉學首日的放學時遇到正因沒帶傘而困擾著的女孩夕凪雫，好心的蓮將傘借給了雫，當蓮將要拼命跑回家時突然被雷打中，並因此得到了只要觸碰女孩子就能看到那名女孩想像色情場面的能力。

## 登場角色
九條蓮
作品男主角，美丘學園二年級生。性格體貼，擅於為人著想。轉學首日把傘借給女孩夕凪雫之後忽然被雷打中，之後得到了能看見女孩子色情妄想的能力。與雫是兒時玩伴。
夕凪雫
蓮的同班同學，對於男性態度嚴峻的傲嬌女孩。
美丘葵
美丘學園二年級生，言行舉止帶著不可思議氣質的女孩。
汐崎雪
美丘學園二年級生，個性活潑的女孩。擅於體育並加入田徑社，不擅長和男性相處。
貓城艾麗卡（聲：野野村紗夜）
美丘學園三年級生，學生會長，家裡是神社。經常說黃色笑話。
花之木愛花
美丘學園一年級生，蓮父親朋友的女兒，現在和蓮一起生活，稱呼蓮為哥哥，並負責打理家務。
千木野千惠
美丘學園一年級生，愛花的好友，個性開朗的女孩，學生會成員。

## 主題曲
片頭曲
作詞：，作曲、編曲：北澤伸一郎，主唱：夢乃雪
片尾曲
作詞、作曲、編曲：，主唱：安田瑞穗

## 評價
《戀愛是幻想中的妄烈少女！》在Getchu.com的2016年12月銷量榜上排名第20名。

## 外部連結
- 戀愛是幻想中的妄烈少女！遊戲官網 （页面存档备份，存于）（日語）